# بني بوخلف (تيفروين)
بني بوخلف هي إحدى مشيخات المملكة المغربية، تتبع جغرافيا لإقليم الحسيمة وإداريًا لتيفروين. يقدر عدد سكانها بـ 6236 نسمة حسب الإحصاء الرسمي للسكان والسكنى لسنة 2004.